# Al Robinson
Albert „Al” Robinson (ur. 18 czerwca 1947 w Paris w stanie Teksas, zm. 24 stycznia 1974 w Oakland) – amerykański bokser kategorii piórkowej, srebrny medalista letnich igrzysk olimpijskich w Meksyku oraz brązowy medalista igrzysk panamerykańskich w Winnipeg.

## Kariera zawodowa
W 1969 roku rozpoczął karierę zawodową wygrywając sześć kolejnych walk. Został następnie pokonany przez Fermina Soto.

## Śmierć
Po treningu w New Oakland Boxing Club 30 kwietnia 1971 zapadł w śpiączkę i nigdy się nie obudził. Zmarł 24 stycznia 1974.